# Huinculsaurus
Huinculsaurus — рід хижих динозаврів з родини Noasauridae, що існував у пізній крейді (приблизно пізній сеноман — турон). Рештки знайдені на території Аргентини, це 5 хребців, що належали незрілій особині і мають риси, унікальні серед тероподів. Один вид — Huinculsaurus montesi. Найближче споріднений з Elaphrosaurus.